# Азиатско-Тихоокеанское экономическое сотрудничество
Азиатско-Тихоокеанское экономическое сотрудничество (АТЭС) (англ. Asia-Pacific Economic Cooperation, APEC) — форум 21 экономики Азиатско-Тихоокеанского региона для сотрудничества в области региональной торговли, облегчения и либерализации капиталовложений.
Целью АТЭС является повышение экономического роста, процветания в регионе и укрепление азиатско-тихоокеанского сообщества. В экономиках-участницах проживает около 40 % мирового населения, на них приходится приблизительно 54 % ВВП и 44 % мировой торговли.

## Члены АТЭС
В настоящее время в АТЭС 21 государство, среди них — большинство стран с береговой линией у Тихого океана. Одна из немногих международных организаций, к которым Тайвань присоединился с полным одобрением Китая. В результате в АТЭС принят термин участвующие экономики, а не страны-участницы.
| Участвующие экономики | Дата вступления |
| --------------------- | --------------- |
| Австралия             | 1989            |
| Бруней                | 1989            |
| Канада                | 1989            |
| Индонезия             | 1989            |
| Япония                | 1989            |
| Республика Корея      | 1989            |
| Малайзия              | 1989            |
| Новая Зеландия        | 1989            |
| Филиппины             | 1989            |
| Сингапур              | 1989            |
| Таиланд               | 1989            |
| США                   | 1989            |
| Тайвань               | 1991            |
| Гонконг, Китай        | 1991            |
| Китай                 | 1991            |
| Мексика               | 1993            |
| Папуа — Новая Гвинея  | 1993            |
| Чили                  | 1994            |
| Перу                  | 1998            |
| Россия                | 1998            |
| Вьетнам               | 1998            |

## История
Объединение образовано в 1989 году в Канберре по инициативе премьер-министров Австралии и Новой Зеландии.
АТЭС образовано как свободный консультативный форум без какой-либо жёсткой организационной структуры или крупного бюрократического аппарата. АТЭС не имеет устава, поэтому, с юридической точки зрения, не может называться организацией и действует как международный консультативный орган. Секретариат АТЭС, расположенный в Сингапуре, включает только 23 дипломата, представляющих страны-участники АТЭС, а также 20 местных наемных сотрудников.
Первоначально высшим органом АТЭС были ежегодные совещания на уровне министров. С 1993 года главной формой организационной деятельности АТЭС являются ежегодные саммиты (неформальные встречи) лидеров экономик АТЭС, в ходе которых принимаются декларации, подводящие общий итог деятельности Форума за год и определяющие перспективы дальнейшей деятельности. С большой периодичностью проходят сессии министров иностранных дел и экономики.
Главные рабочие органы АТЭС: Деловой консультационный совет, три комитета экспертов (комитет по торговле и инвестициям, экономический комитет, административно-бюджетный комитет) и 11 рабочих групп по различным отраслям экономики. Председатель АТЭС, избираемый на конференциях форума, меняется ежегодно на ротационной основе. Его функции осуществляет страна, в которой будет проходить очередной саммит. Административно-технические функции выполняет созданный в 1992 г. секретариат.
В 1998 году одновременно с приемом в АТЭС трёх новых членов — России, Вьетнама и Перу — введён 10-летний мораторий на дальнейшее расширение состава членов Форума. Заявления на вступление в АТЭС подали Индия и Монголия. Официальные заявки на вступление в АТЭС поданы более чем десятью странами Азии и Латинской Америки, в том числе Индией, Колумбией, Коста-Рикой, Монголией, Пакистаном. Деятельность АТЭС основывается на ряде программных документов, главный среди которых — «Богорская декларация», принятая на 2-м саммите АТЭС в ноябре 1994 г. в индонезийском городе Богор. После азиатского финансового кризиса 1997 г. АТЭС стала рассматривать финансовую безопасность как одну из основных тем для обсуждения.
Начиная с 2001 г. в повестке дня саммитов — тема борьбы с международным терроризмом, прежде всего экономическими и финансовыми средствами. В последнее время все больше внимания уделяется и другим аспектам безопасности, в том числе в сферах торговли, финансов, энергетики, здравоохранения и транспорта, объединенных общим термином «безопасность личности».

### Цели и задачи АТЭС
В 1994 году в качестве стратегической цели объявлено создание к 2020 году в АТР системы свободной и открытой торговли и либерального инвестиционного режима. Наиболее развитые экономики должны осуществить либерализацию к 2010 году. Каждая экономика самостоятельно определяет свой статус и сроки введения новых режимов на основе индивидуальных планов действий.

## Критика
АТЭС часто подвергается критике за продвижение торговых соглашений, которые ущемляют национальные и местные законы, обеспечивающие трудовые права, охрану окружающей среды и доступ к медицинскому обслуживанию. С точки зрения самой организации, её целью является повышение процветания населения региона, однако вопрос, удалось ли достичь чего-то конкретного, остаётся дискуссионным, особенно с точки зрения европейских стран, не принимающих участия в АТЭС, а также народов островов Тихого океана, не участвующих в принятии решений, но вынужденных нести их последствия.

## Россия в АТЭС

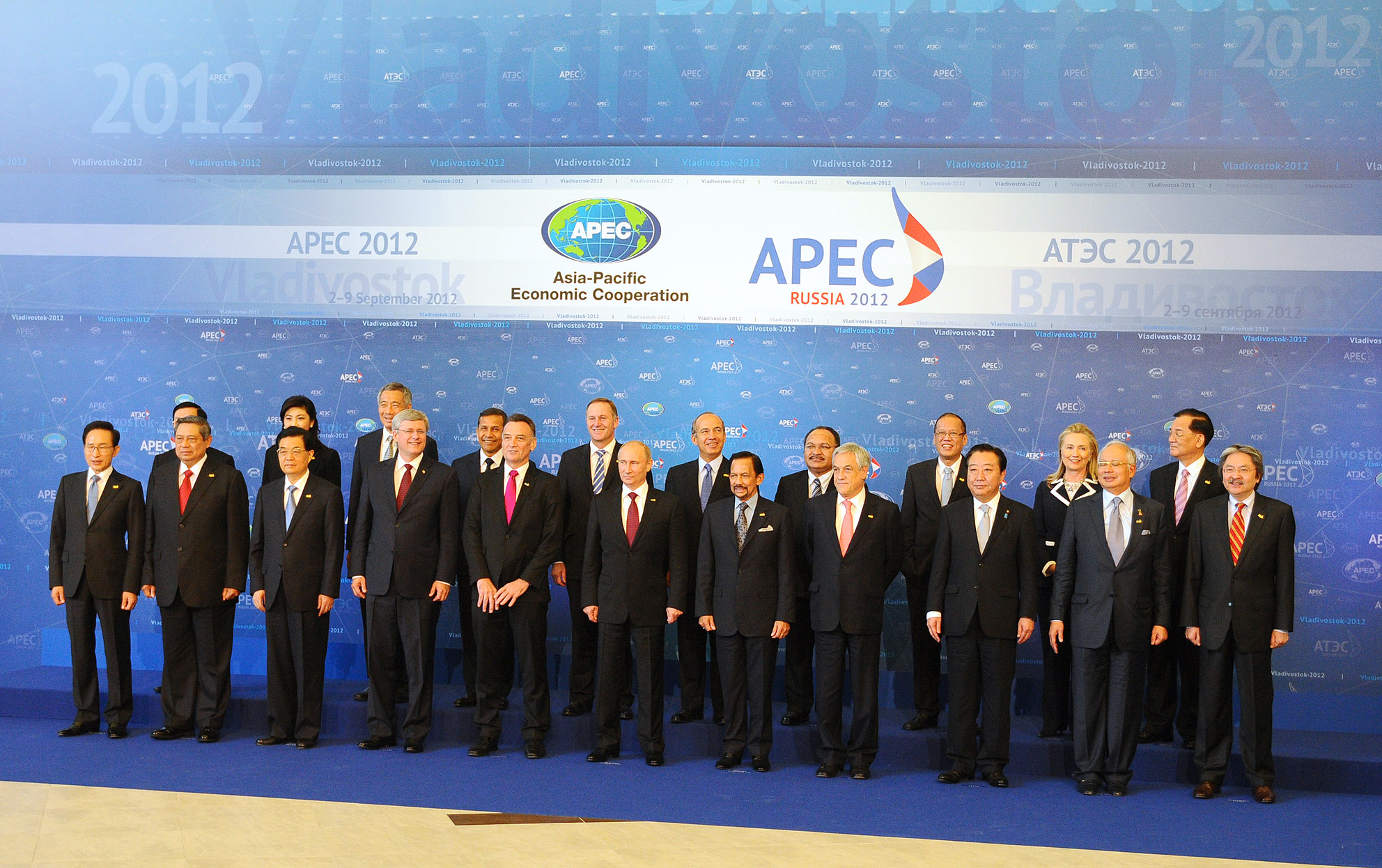
Форум Азиатско-Тихоокеанского экономического сотрудничества в России в 2012 году

Россия заинтересована в участии в интеграционных проектах Азиатско-Тихоокеанского региона (АТР), особую роль в которых играют Сибирь и Дальний Восток, прежде всего в энергетической и транспортной областях. Они могут стать своеобразным «сухопутным мостом» (land bridge) между странами так называемого Тихоокеанского кольца (Pacific Rim) и Европой.
Россия подала заявку на вступление в АТЭС в марте 1995 года. Позже в этом же году было принято решение о подключении России к рабочим группам АТЭС. Полностью процедура вступления России в организацию завершилась в ноябре 1998 года.
С 2 по 8 сентября 2012 года саммит АТЭС проходил в России, во Владивостоке на острове Русский.